# لياندرو بولمارو
لياندرو بولمارو (مواليد 11 سبتمبر 2000) هو لاعب كرة سلة أرجنتيني-إيطالي يلعب في مركز لاعب هجوم صغير الجسم في نادي مينيسوتا تمبر ولفز.